# Томас, Мишель
Мише́ль То́мас (англ. Michelle Thomas; 23 сентября 1968, Бостон — 23 декабря 1998, Манхэттен, Нью-Йорк, США) — американская актриса, наиболее известная благодаря ситкому «Дела семейные».

## Биография и карьера
Мишель Томас родилась 23 сентября 1969 года в Бостоне (штат Массачусетс, США) в семье актрисы и музыканта. Выросла Мишель в Монтклэре (штат Нью-Джерси), там же окончила West Essex High School.
Томас дебютировала в 1988 году, сыграв Джастин Филлипс в «Шоу Косби». Позже снималась в фильмах и телесериалах, в том числе снималась и в мыльной опере «Молодые и дерзкие».
Снималась в клипах таких музыкальных групп, как Mint Condition, Dru Hill и рэпера Чубб Рока.

## Смерть
В августе 1997 года у Мишель был обнаружен рак желудка редкой формы. Ей было сделано две операции. После освобождения из больницы, Томас улетела домой в Нью-Джерси, чтобы провести День Благодарения с семьей. 22 декабря 1998 года 30-летняя актриса умерла в окружении семьи и друзей в Нью-Йорке.

## Фильмография
| Год       | Название                                             | Тип         | Роль                                                      |
| --------- | ---------------------------------------------------- | ----------- | --------------------------------------------------------- |
| 1999      | Непокорённый (англ. Unbowed)                         | фильм       | Анна (англ. Anna)                                         |
| 1994—1997 | Дакмен (англ. Duckman: Private Dick/Family Man)      | мультсериал |                                                           |
| 1991      | Тусуясь со своими (англ. Hangin' with the Homeboys)  | фильм       | Телемаркетинговый оператор (англ. Telemarketing Operator) |
| 1989      | Дата мечты (англ. Dream Date)                        | фильм       | Салли Пальмер (англ. Sally Palmer)                        |
| 1989-1998 | Дела семейные (англ. Family Matters)                 | сериал      | Майра Монкхаус (англ. Myra Monkhouse)                     |
| 1989      | Человек по имени «Ястреб» (англ. A Man Called Hawk)  | сериал      | Рути Карвер (англ. Ruthie Carver)                         |
| 1984—1992 | Шоу Косби (англ. The Cosby Show)                     | сериал      | Джастин Филлипс (англ. Justine Phillips)                  |
| 1973—     | Молодые и дерзкие (англ. The Young and the Restless) | сериал      | Калли Роджерс-Старк (англ. Callie Rogers Stark)           |